# Vriesea kathyae
Vriesea kathyae är en gräsväxtart som beskrevs av John F. Utley. Vriesea kathyae ingår i släktet Vriesea och familjen Bromeliaceae. Inga underarter finns listade i Catalogue of Life.